# The Elf on the Shelf

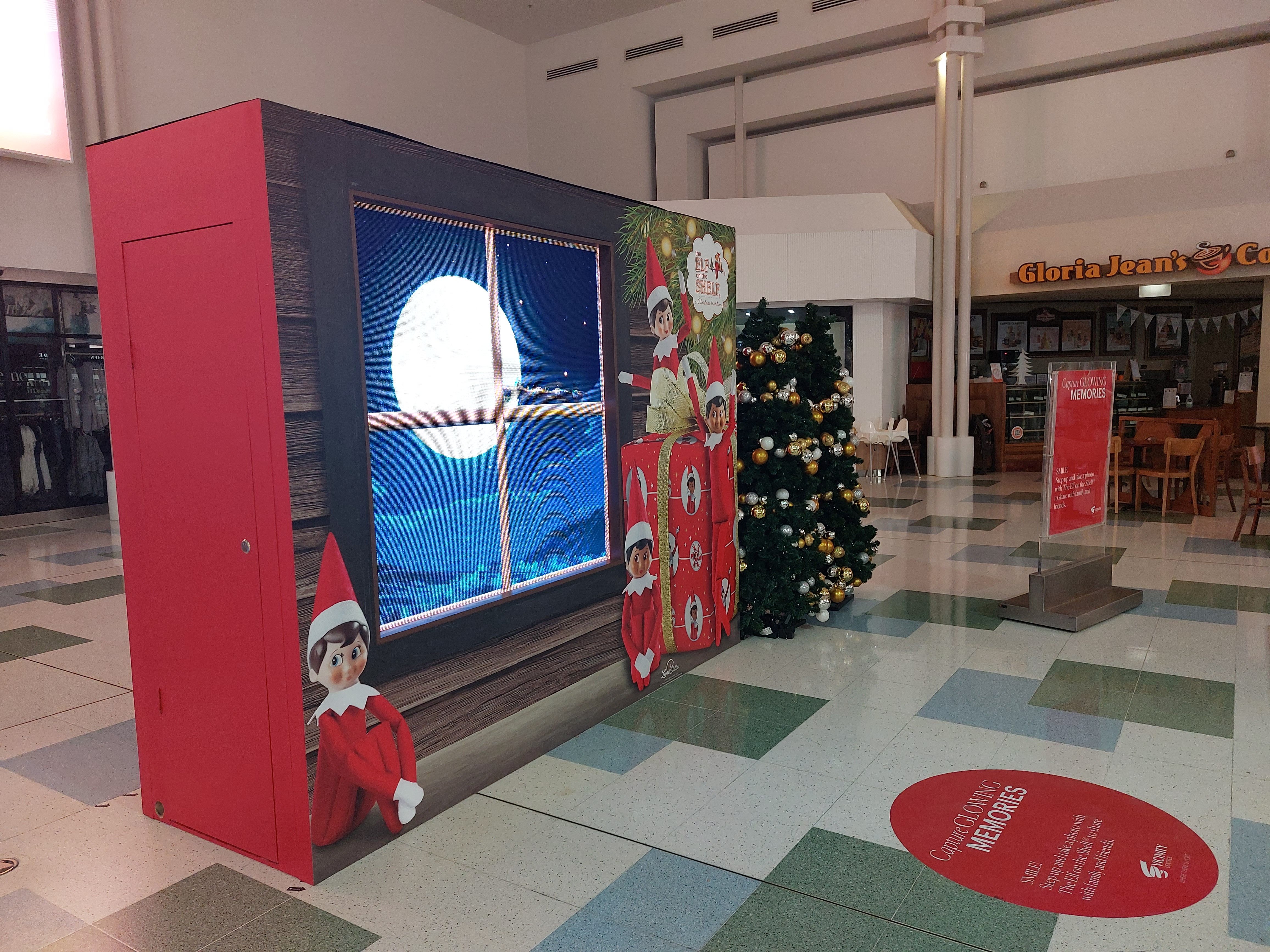
„The Elf on the Shelf“-Aufsteller 2022

The Elf on the Shelf ist ein Bilderbuch von Carol Aebersold und ihrer Tochter Chanda Bell aus dem Jahr 2005. Die Illustrationen stammen von Coë Steinwart. Die Geschichte handelt von kleinen Weihnachtselfen, die Familien zwischen Thanksgiving und dem Heiligen Abend besuchen, um Santa Claus zu helfen herauszufinden, ob die Kinder brav waren.
Die Weihnachtstradition, die Carol Aebersold beschrieb, fand anschließend weitere Verbreitung und wurde insbesondere als Meme in den sozialen Medien genutzt.

## Handlung
Das Buch handelt von einem kleinen Weihnachtselfen, der von Santa Claus beauftragt wird, herauszufinden, wer brav oder böse war. Die Geschichte wird in Reimen erzählt. Er versteckt sich bei der Familie und beobachtet sie. Wenn alle schlafen, fliegt er zurück zum Nordpol und berichtet Santa von den Aktivitäten der Familie. Vor dem Aufstehen versteckt er sich an einem neuen Platz und spielt so Verstecken mit der Familie. Der Elf erhält seine Magie dadurch, dass er von einem Kind benannt und geliebt wird.
Das Buch wird in einer Erinnerungskiste verkauft, das neben dem Buch einen kleinen Elfen enthält. Die Geschichte kann damit mit der realen Welt verknüpft werden. Der Elf kann immer an anderen Stellen im Haus versteckt werden. Zudem kann der Name des Elfen im Buch notiert werden. Eine wichtige Regel lautet, dass der Elf nicht berührt werden darf, da er sonst seine Magie verliert.
Die Geschichte endet an Heiligabend. An diesem Tag kehrt der Elf zurück zu Santa und wohnt dort bis zur nächsten Weihnachts-Saison.

## Entstehung und Vermarktung
Carol Aebersold aus Atlanta, Georgia schrieb das Buch zusammen mit ihrer Tochter Chanda Bell. Es basiert auf ihrer Familientradition. Ihr eigener Weihnachtself hieß Frisbee. 2005 entstand das Miniset mit Buch und Elf als Eigenproduktion. Die Familie versuchte es dann selbst zu vermarkten und gründete Creatively Classic Activities and Books. Christa Pitts, die Zwillingsschwester von Bell, kümmerte sich um das Marketing. Zunächst musste die Familie einen Kredit aufnehmen, um das Produkt zu finanzieren. 5.000 Boxen wurden 2005 auf den Markt gebracht.
2007 wurde Jennifer Garner mit einer Edition des Buches gesehen und The Today Show sprang auf die Geschichte an. Später drehte Saturday Night Live zwei Sketche über das Buch. Von da an wuchs der Bekanntheitsgrad enorm. Das Buch gewann 2008 und 2009 den Preis als bestes Spielzeug von Learning Express, 2010 den Preis Buch des Jahres von Creative Child Awards und wurde 2008 als National Best Book ausgezeichnet. 2013 erreichte es Platz der Bestseller-Liste von USA Today.
Das Familienunternehmen wuchs auf 100 Mitarbeiter an. Es benannte sich 2020 in The Lumistella Company um. Bis 2023 wurden mehr als 21,5 Millionen Bücher verkauft und das Unternehmen machte 2023 einen Umsatz von 100 Millionen US-Dollar.

## Adaptionen und Ableger

The Elf on the Shelf bei Macy’s Thanksgiving Day Parade

2011 erschien das 30-minütige Zeichentrickspecial An Elf's Story: The Elf on the Shelf auf CBS und später auch auf DVD. 2012 wurde die Figur des Weihnachtselfen in die Macy’s Thanksgiving Day Parade integriert.
2013 wurde der Ableger The Elf on the Shelf: A Birthday Tradition veröffentlicht, der die Weihnachtstradition auf Geburtstage anwendet.
2019 erschien der Animationsfilm Elf Pets: A Fox Cub’s Christmas Tale, bei dem Chanda Bell Regie führte. 2020 folgte die Fortsetzung Elf Pets: Santa's Reindeer Rescue. 2020 kam ein Deal mit Netflix zustande, die planten Filme und Serien mit dem Franchise zu veröffentlichen. Sie nahmen die drei Animationsfilme ebenfalls ins Programm auf.
2023 wurde über The Food Network The Elf on the Shelf: Sweet Showdown veröffentlicht, eine Mischung aus Kochsendung und Spielshow, bei der es um das herstellen von Süßspeisen geht. Dabei werden Elemente aus dem Buch eingebaut.
Während das Buch in Deutschland nur als Import erhältlich ist, fand der Trend auch in Deutschland, Österreich und der Schweiz Verbreitung.
Über Kickstarter wurde außerdem für das jüdische Fest Chanukka der Mensch on a Bench finanziert. Dieses wurde vom Unternehmer Neal Hoffman, einem ehemaligen Geschäftsführer von Hasbro, als jüdische Alternative erfunden. Das Buch handelt von Moshe Mensch (auf Deutsch: Moses Mensch), der als Plüschfigur beiliegt. Moshe will den Chanukka-Brauch jungen Juden näher bringen und wacht über das brennende Hanukkah-Öl. Das Spielzeug erschien erstmals 2013 und war in kurzer Zeit ausverkauft. Es wird seit 2014 über verschiedene Spielzeuggeschäfte vermarktet. Mit dem Spielzeug trat er auch bei ABCs Shark Tank auf.

## Kritik
Das Buch erntete von verschiedenen Seiten Kritik, da es ein System der Überwachung etabliere und als normal erscheinen lasse. Zudem sei das ganze System, von DVDs über Elfenfiguren in erster Linie auf Marketing ausgelegt. Die Familie würde unter einer angeblichen Tradition vor allem kommerzielle Vermarktung sehen und zur Kommerzialisierung des Weihnachtsfests, aber auch des Erntedankfests beitragen, ohne wirklich Werte zu vermitteln.

## Soziale Medien
Das Phänomen fand zusehends Verbreitung über Soziale Medien, wo Familien ihren Elf on the Shelf in Szene setzten und unter anderem Streiche dazu erfanden.
In den Sozialen Medien verbreitete sich Elf on a Shelf ab 2015 außerdem als Meme, meist in der Form „You've heard from Elf on a Shelf, now get ready for...“ („Ihr habt von Elf on a Shelf gehört, macht euch bereit für...“) zusammen mit einem Bild, das ebenfalls gereimt werden kann. Das erste Meme in dieser Form war vermutlich Ash Ketchum von Pokémon in einer Mülltonne, wozu „Ash in the trash“ assoziiert werden konnte.